# Chouriço de vinho

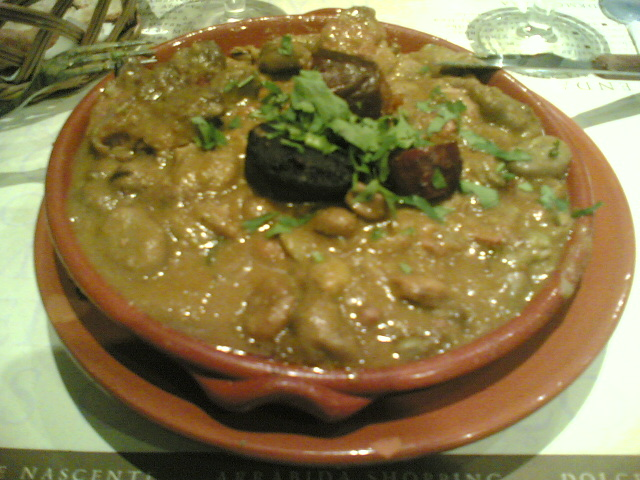
Chouriço de vinho en el centro de unas Favas com chouriço.

El Chouriço de vinho es un embutido típico de la cocina portuguesa, se alabora con carne de cerdo y posee un calibre grande y alaragado. Se presenta con aroma ahumado. Uno de sus ingredientes característicos es el vino (vinho). Se emplea frecuentemente en la elaboración de: las Favas com chouriço, el ensopado de Cabrito.